# Heinrich Himmler
Heinrich Luitpold Himmler (n. 7 octombrie 1900, München, Imperiul German – d. 23 mai 1945, Lüneburg, zona de ocupație americană în Germania⁠(d), Germania sub ocupație aliată) a fost un criminal de război nazist și important colaborator al lui Adolf Hitler și unul din principalii orchestratori ai Holocaustului. Himmler a fost comandantul forței paramilitare  SS (Schutzstaffel) și unul dintre liderii naziști de prim rang ai Germaniei naziste. În preajma capitulării Germaniei, Himmler l-a avut ca șef numai pe Hitler în ierarhia politico-administrativă a statului. Având gradul de „Reichsführer-SS” (comandantul suprem al SS-ului), Himmler era concomitent șeful SS-ului și al Poliției Secrete de Stat, poliția politică cunoscută cu numele abreviat Gestapo. Ca fondator și comandant al lagărelor de concentrare naziste și al unităților SS operative Einsatzgruppen înființate pentru a lichida victimele regimului în teritoriile ocupate, Himmler a avut răspunderea supremă pentru exterminarea a milioane de oameni inocenți, care, potrivit ideologiei oficiale și convingerilor lui, nu „meritau să trăiască”. (Expresia în acest sens, „lebensunwertes Leben”, a apărut oficial la începutul regimului în contextul eutanasierii celor cu boli genetice, malformații congenitale și disfuncții cerebrale ireversibile). Himmler era un adept și promotor fanatic al ideologiei naziste de exterminare, în cadrul așa-zisei „soluției finale” („Endlösung”), a populațiilor considerate de ideologia nazistă ca „rase inferioare”. În 1945, cu puțin timp înainte de sfârșitul războiului, Himmler a încercat să negocieze cu Aliații occidentali capitularea Germaniei, cerând ca el să nu fie judecat și inculpat ca lider nazist. La două săptămâni după capitularea Germaniei, Himmler a fost arestat de o unitate militară britanică și, la 23 mai 1945, s-a sinucis în timpul unei examinări medicale, strivind între dinți o capsulă cu cianură de potasiu. 

## Biografie
Heinrich Luitpold Himmler s-a născut la München, într-o familie bavareză din [[clasa de mijloc]î. Tatăl său, Joseph Gebhard Himmler, a fost profesor la  prestigiosul liceu Wittelsbacher Gymnasium din München; a fost, de asemenea, directorul liceului. Mama sa a fost Anna Maria Himmler (născută Heyder), de religie romano-catolică. Himmler a avut doi frați, Gebhard Ludwig Himmler (n. 29 iulie 1898 -d.?) și Ernst Hermann Himmler (n. 23 decembrie 1905 - d.? ). Copilăria lui Himmler a fost relativ normală, părinții erau severi, ocupându-se activ de educația copiilor lor.
Prenumele Heinrich i-a fost ales după nașul său, Prințul Heinrich de Wittelsbach din familia regală a Bavariei, căruia Himmler tatăl îi fusese tutore. Din 1910, Himmler a fost elev la liceul umanist „Wilhelm” din München, apoi la liceul umanist din Landshut (astăzi "Liceul Hans Carossa"), după ce familia se mutase în acest oraș bavarez. Himmler a fost un elev bun, făcând față mai puțin în orele de educație fizică. La îndrumarea tatălui, Himmler a ținut un jurnal de la vârsta de zece până la aceea de 24 de ani. Activități extrașcolare: șahul, clavecinul, filatelia și horticultura. În copilărie și adolescență, Himmler avea inhibiții în raporturile cu persoanele de sex opus.
Potrivit însemnărilor din jurnal, după izbucnirea primului război mondial, Himmler se interesa mult de situația de pe front. A insistat ca tatăl său să se folosească relațiile cu casa regală Wittelsbach, pentru a-i obține un post de ofițer cadet. Părinții s-au opus, dar i-au permis să se pregătească, după absolvirea școlii în 1918, în regimentul nr. 11 bavarez. Tot în 1918 războiul s-a terminat, cu înfrângerea Germaniei. Odată cu Tratatul de la Versailles, care obliga Germania să-și reducă drastic forța armată, au fost curmate aspirațiile privind cariera de ofițer de carieră. Himmler a fost scos din cadrul activ al armatei.
Între 1919 și 1922 Himmler a studiat agronomia la Universitatea Tehnică München, după ce fusese ucenic la o fermă.. De la obținerea diplomei până la tentativa de puci a lui Hitler (1923), Himmler a fost salariat al laboratorului unei fabrici de îngrășăminte chimice din München. În studenție, a fost membru în două asociații studențești de tip „Burschenschaft”, naționaliste, din categoria „schlagende Verbindungen” (verbatim: „asociații care lovesc”), în care se practica duelul cu sabia și „mensura” (aplicarea de tăieturi — „Schmisse” — pe obraz, în duel ritualizat). Himmler a dus un stil de viață castă până când a început să-și arate interesul pentru fiica proprietarului restaurantului unde era abonat. În jurnalul său, Himmler compară această întâlnire cu dorința a avea o soră. Mai târziu, tânăra l-a respins.
Ca jucător de șah experimenat, Himmler compara șahul cu lupta dintre două națiuni. În jurnal, Himmler se autoconsidera catolic devotat și că nu se va îndepărta niciodată de Biserică, ceea ce avea să facă totuși, odată ajuns în zenitul carierei politice criminale.
În noiembrie 1923, Himmler a participat la puciul Luddendorff-Hitler (zis „Puciul berii”) coordonat militar de fostul căpitan Ernst Röhm. În 1928 s-a însurat cu Margarete Siegroth, care era cu șapte ani mai în vârstă decât Himmler, divorțată și de confesiune lutherană. Din punct de vedere fizic ea reprezenta pentru Himmler idealul rasial nordic (blondă, ochi albaștri etc.). Au avut o fiică, Gudrun (n. 8 august 1929). Himmler își adora fiica, alintând-o Püppi (păpușică). Mai târziu Margarete a adoptat un fiu, neglijat de Himmler. Soții s-au separat în 1940 fără a divorța. Himmler a avut doi copii ilegitimi - fiul Helge (n. 1942) și fiica, Nanette Dorothea (n. 1944) - cu secretara sa, Hedwig Potthast.

## Ascensiunea în SS

### Începuturile în SS (1927–1934)
Între 1919-1923 Himmler a fost membru în Bayerische Volkspartei (Partidul Popular Bavarez), conservator catolic și regionalist. Aderarea la Partidul Muncitoresc Național-Socialist German (nazist) a avut loc la 2 august 1923, prin intermediul „liga artamanilor” („Bund Artam”), aripa naționalistă a „mișcării tineretului” („Jugendbewegung”), la care aderase tot în 1923. La puciul lui Hitler și al generalului Erich Ludendorff, Himmler a luat parte ca membru în unitatea paramilitară Freikorps, sub comanda lui Ernst Röhm. (În timpul guvernării social-democrate, formațiunile Freikorps zădărniciseră în 1919 insurecțiile comuniste din câteva regiuni ale Germaniei, desființând și efemera „republică sovietică” de la München.) În 1924, Himmler s-a alăturat organizației „Mișcarea național-socialistă pentru libertate” a generalului Ludendorff. A mai făcut parte până în 1926 dintr-o asociație a ofițerilor naționaliști, avându-l coleg pe șeful său ierarhic Ernst Röhm. 
În 1925, Himmler a aderat și la SA (Sturmabteilung), formațiunea paramilitară a partidului nazist. După câteva luni, a aderat la noua forță paramilitară a partidului, la SS (Schutzstaffel). Avea numărul de membru 168.
În 1927 a fost numit Reichsführer-SS adjunct. După retragerea în 1929 a comandatului SS Erhard Heiden (asasinat în 1933 din ordinul lui Himmler de subordonații lui Heydrich), Himmler a primit gradul suprem al organizației, Reichsführer-SS. SS-ul avea atunci 280 de membri și era doar un batalion în sânul forței paramilitare SA.
În 1933 naziștii au ajuns la putere în Germania, iar SS-ul avea un efectiv de 52.000 de membri. Aderarea se făcea pe criteriul rasist de apartenență la așa-zisa rasă „ariană”. Ajuns în SA la gradul de Gruppenführer (fusese Oberführer), asistat de locțiitorul său Reinhard Heydrich, Himmler a început demersurile vizând scoaterea SS-ului de sub tutela SA-ului. În toamna anului 1933 SS-ul a adoptat uniformele negre concepute de Hugo Boss, în locul celor brune ale combatanților SA. Ceva mai târziu Himmler a fost avansat în rangurile de SS-Obergruppenführer și Reichsführer-SS, devenind egalul comandanților SA.
Himmler, Hermann Göring și generalul Werner von Blomberg, cu asentimentul lui Hitler, au decis în 1934 că SA și comandantul său Ernst Röhm erau o amenințare pentru conducerea nazistă. Röhm reprezenta aripa cu tendințe socialiste mai puternice în nazism și considera că, deși mișcarea nazistă preluase realmente puterea, „adevărata revoluție” încă nu ar fi avut loc. O parte din ceilalți lideri naziști s-au temut că Röhm și SA ar fi intenționat să dea o lovitură de stat. Din acest motiv au hotărât lichidarea capilor formațiunii SA. Hitler i-a împuternicit pe cei Göring și Himmler să se ocupe de aceasta. Cei doi, asistați de Reinhard Heydrich, Kurt Daluege și Walter Schellenberg, au dispus atât execuția lui Röhm (făptuită de Theodor Eicke)și a altor comandanți SA. Cu același prilej au fost lichidate unele personalități indezirabile, între care unul dintre activiștii și ideologii naziști dintre frații Strasser, Gregor Strasser, precum și fostul cancelar, generalul de armată Kurt von Schleicher, regizorul din culise, în iarna 1932/1933, al numirii lui Hitler în funcția de cancelar al Germaniei). Asasinatele au avut loc la 30 iunie 1934, data intrând în istorie sub denumirea „noaptea cuțitelor lungi”. A doua zi, SS-ul a devenit o organizație independentă a partidului nazist.

### Consolidarea puterii
În 1936 Himmler a căpătat autoritatea polițienească supremă, fiind comandantul organizației Ordnungspolizei (poliția ordinii), căreia îi erau subordonate toate serviciile de poliție din Germania. Autoritatea deplină de șef al polițiilor, Himmler a avut-o însă abia în 1943, când a fost numit ministru de interne. Himmler a pus bazele atât poliției politice Gestapo (Geheime Staatspolizei, „Poliția secretă de stat”), cât și ale rețelei de centre de detenție, între care temutele lagăre de concentrare. După izbucnirea celui de-al doilea război mondial, au mai fost înființate unele lagăre de concentrare neaflate sub controlul SS și al lui Himmler. În 1943, după criticile venite din partea populației ca urmare a înfrângerii suferite de armata germană la Stalingrad, aparatul de partid s-a declarat dezamăgit de eficiența Gestapoului în eliminarea acestor critici. În consecință, au fost înființate structuri concurente Gestapoului numite „detașamentele politice” (politische Staffeln).
Odată cu numirea sa din 1936, Himmler a primit autoritate ministerială și asupra poliției judiciare (Kripo, Kriminalpolizei), care a fuzionat cu Gestapo formând Sicherheitspolizei (poliția de securitate), sub comanda lui Reinhard Heydrich. Astfel, Himmler devenea șeful tuturor polițiilor civile. După izbucnirea conflagrației mondiale, Himmler a înființat structura umbrelă a forțelor polițienești numită Reichssicherheitshauptamt (Oficiul suprem al Securității Reichului), în cadrul căreia Gestapo, Kripo și SD (Sicherheitsdienst, „Serviciul de Securitate”) au fost subordonate ca servicii departamentale (direcții). Totodată, SS și-a creat forța armată proprie, numită inițial SS-Verfügungstruppe și redenumită apoi Waffen-SS („SS-Arme”).

## Războiul lui Himmler împotriva evreilor

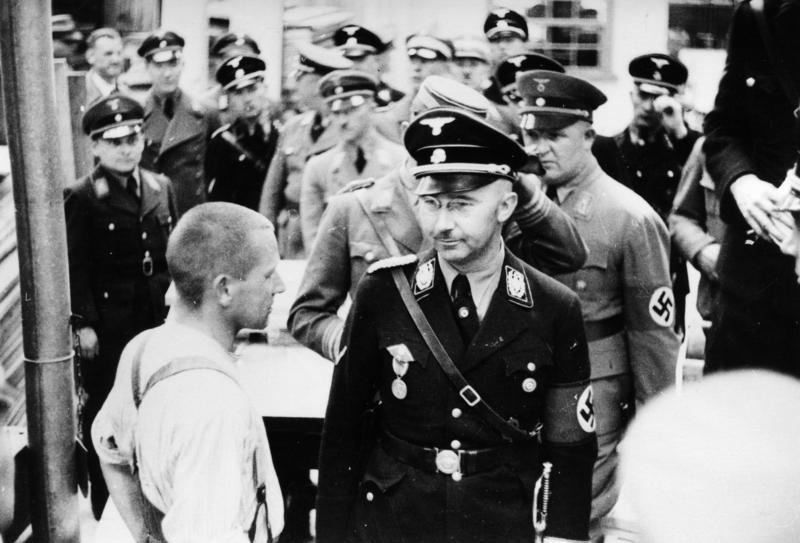
Șeful SS Himmler (dreapta, față în față cu un deținut) în vizită la lagărul de concentrare Dachau (1936)

După noaptea cuțitelor lungi, organizarea și administrarea lagărelor de concentrare au fost puse pe seama trupelor SS-Totenkopf („cap de mort”). Atribuția le-a fost extinsă în 1941 și asupra lagărelor de exterminare din Polonia. SS, prin intermediul serviciului de informații SD (Sicherheitsdienst), a avut drept obiectiv identificarea evreilor, țiganilor (populația sinti și roma), a homosexualilor, a comuniștilor și a altor persoane cu afiliații culturale, religioase, rasiale sau politice considerate de naziști incompatibile cu ideologia nazistă sau văzute aparținând altor rase, considerate ideologic drept „rase inferioare”, de Untermenschen („suboameni”). Aceste segmente de populație urmau să fie internate în lagăre de muncă forțată și cu regim de exterminare. Himmler a înființat primul lagăr german de concentrare la Dachau, lângă München (vezi imaginea), la 22 martie 1933, și devenit unul dintre principalii arhitecți ai holocaustului. El și regimul s-au folosit elemente de credință păgână și fanatism rasist nazist pentru a justifica genocidul multor milioane de oameni. Himmler avea planuri similare pentru Polonia, intelectualii polonezi urmând a fi lichidați, restul populației urmând să beneficieze numai de un nivel școlar primar.
În contrast cu Hitler, Himmler inspecta periodic lagărele. În timpul unei vizite, Himmler a asistat la o execuție în masă a evreilor polonezi și se spune că i s-a făcut rău când stropi din creierul unei victime săriseră pe haina sa. După eveniment au fost adoptate modalități mai „igienice” de exterminare, culminând cu camerele de gazare a victimelor.
Himmler era angrenat în activitatea menită să „primenească” rasa, în vederea sporirii elementelor așa-zisei „rase superioare”, de „arieni” (blonzi, cu ochi albaștri), la aceasta el crezând că îi erau utile cunoștințele și experiența acumulate la o fermă ca crescător păsări.

### Discursul din Poznań
La 4 octombrie 1943, în timpul unuei întruniri secrete a personalului SS în Poznań (fostul Posen, astăzi în Polonia) Himmler s-a referit explicit în discursul rostit cu acel prilej la exterminarea evreilor:
„Vreau să mai menționez, în fața dvs., un capitol foarte dificil. Să rămână rostit pe șleau între noi, și totuși în public nu vom vorbi niciodată despre aceasta. Tot atât de puțin (vom vorbi) pe cât am ezitat la 30 iunie să ne achităm de obligația impusă de ordinul să punem la zid și să împușcăm camarazi care au avut abateri. Nu am vorbit niciodată despre aceasta și nu vom vorbi. A fost în noi, slavă Domnului, un tact de la sine înțeles, să nu discutăm niciodată unii cu alții despre aceasta, deși pe fiecare l-au trecut fiorii și fiecăruia i-a fost clar că data viitoare va face din nou la fel, dacă i se ordonă și dacă este necesar. 

 Mă refer (acum) la „evacuarea evreilor”: la nimicirea poporului evreu. Ține de chestiunile rostite cu ușurință. Orice tovarăș de partid vă va spune „Poporul evreu este nimicit, doar stă scris foarte clar în programul nostru, facem lichidarea evreilor, nimicirea, mare scofală, o nimica toată!” Și pe urmă vin toți, toți cei 80 de milioane de nemți cuminți și fiecare are câte un evreu cumsecade. Spune: toți ceilalți sunt porci și acesta este un evreu excepțional. 

 Și nimeni nu a văzut, nu a trăit aceasta. Dintre voi, cei mai mulți veți ști (curând) cum este când zac laolaltă 100 de cadavre, când zac 500 sau 1000. Și să înduri așa ceva și să rămâi cu o purtare ireproșabilă (cu excepția unor slăbiciuni omenești) este ceea ce ne-a călit și ceea ce este o filă de glorie niciodată pomenită și niciodată de menționat. 

 Dat fiind că știm cât de greu ne-ar fi dacă în fiece oraș în toiul bombardamentelor, la greutățile războiului și la toate privațiunile i-am mai avea pe evrei sabotând pe ascuns, agitând și instigând. Ne-am afla în situația anilor 1916-1917, avându-i pe evrei în continuare în trupul poporului. 

Le-am luat bogățiile, iar eu am dat ordin strict, executat de obergruppenführerul Pohl, am transferat toate aceste bogății fără excepție în Reich, către stat. Nu am oprit nimic pentru noi. Unii, care au contravenit ordinului vor fi pedepsiți, în baza unui ordin dat de mine, pe care l-am dat de la început: cine își însușește doar o marcă va fi al morții. 

 S-au înregistrat în acest sens abateri ale unui număr de SS-iști. Nu sînt foarte mulți, dar vor fi ai morții – FĂRĂ MILĂ! Avem dreptul moral, am avut obligația față de poporul acesta, care voia să ne omoare, să-l omorîm. Dar nu avem dreptul să ne îmbogățim nici măcar cu o blană, cu o marcă, cu o țigaretă, cu un ceasornic sau altceva. Nu avem acest drept. Căci nu vrem ca la urmă, deoarece exterminăm bacilul, să ne îmbolnăvim de bacil și să murim. 

Nu voi tolera niciodată nici măcar apariția și stabilirea unui mic putregai. Ci, acolo unde va apărea vom cauteriza împreună locul contaminat. Dar putem spune: ne-am achitat de această cea mai grea sarcină din dragoste pentru poporul nostru. Și nu ne-am ales din aceasta cu nicio daună interioară, în sufletul, în caracterul nostru.”

## Al doilea război mondial
Înainte de invadarea la 22 iunie 1941 a URSS, Himmler a dispus pregătirea SS-ului pentru lichidarea a ceea ce propaganda numea forțele „iudeo-bolșevice”. Himmler obișnuia să facă o analogie între Germania nazistă și cruciadele creștine. SS-ul a adunat voluntari din toată Europa, între care  danezi, norvegieni, suedezi, olandezi, belgieni, francezi, iar după izbucnirea războiului: ucraineni, letoni, lituanieni, estoni, chiar și musulmani bosniaci și tătari. Propaganda nazistă încerca să acrediteze ideea că ar fi fost o cruciadă paneuropeană pentru salvgardarea valorilor europene.

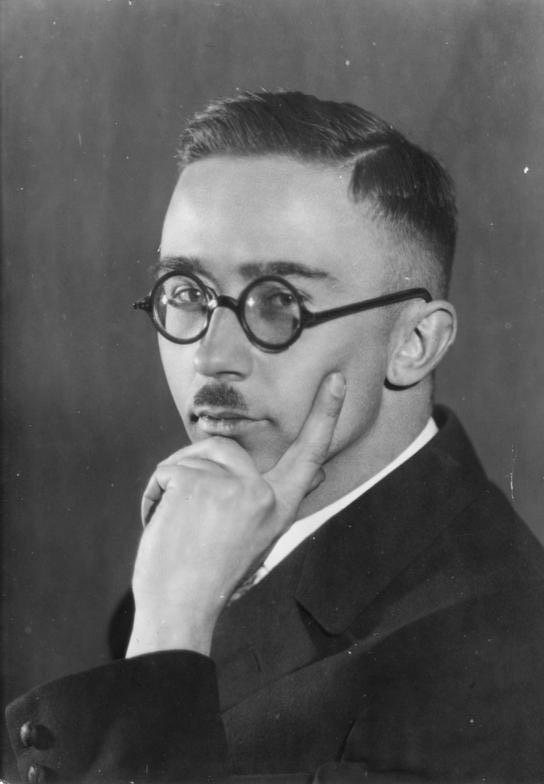
Heinrich Himmler

În 1942, Reinhard Heydrich, mâna dreaptă a lui Himmler, a murit la Praga, grav rănit într-un atentat făptuit de agenți cehi parașutați de britanici. Ca represalii împotriva populației cehe, Himmler a dispus distrugerea satului ceh Lidice și lichidarea populației de sex bărbătesc în vârstă de cel puțin 15 ani (172 de persoane). 98 de băieți de până la această vârstă au fost duși într-un lagăr de concentrare din Łódź (Polonia). Cu excepția a 12, trimiși la „germanizare”, ceilalți au fost gazați în lagărul de la Kulmhof. Femeile (195) au fost deportate în lagărul de concentrare din Ravensbrück, unde 52 au fost omorîte.
Implicarea liderilor serviciul de informații al armatei, Abwehr, îndeosebi a șefului acestuia, amiralul Wilhelm Canaris, în complotul împotriva lui Hitler (soldat cu nereușita încercării loviturii de stat din 20 iulie 1944), l-a determinat pe Hitler să dizolve Abwehr-ul și să ofere SS-ului controlul tuturor serviciilor de informații germane. Aceasta a sporit și mai mult puterea personală a lui Himmler. Curând s-a aflat că generalul Friedrich Fromm, comandant-șef al Armatei de rezervă, a fost implicat în complot. În postul său a fost numit Himmler.
La sfârșitul anului 1944, Himmler a fost numit comandant șef al grupului de armate din regiunea Rinului superior („Heeresgruppe Oberrhein”), care lupta în Alsacia, pe malul stâng al Rinului, împotriva Armatei a Șaptea a Statelor Unite și a Armatei Întâi franceză. Himmler și-a păstrat postul până la începutul anului 1945, când Hitler l-a pus (la propunerea lui Martin Bormann, care știa că Himmler era un strateg slab) comandant al Grupului de armate de la Vistula („Heeresgruppe Weichsel”), pe frontul de est. Alegerea a fost catastrofală, Himmler fiind înlocuit urgent cu generalul Gotthard Heinrich.
Înfrângerea Germaniei fiind iminentă, Himmler era considerat drept succesor a lui Hitler ca führer al Germaniei. Însă, după război s-a aflat că Hitler nu l-a avut în vedere ca succesor, nici măcar înainte de trădarea acestuia. Hitler a conchis că autoritatea lui Himmler ca lider al SS-ului ar fi putut genera ură, iar partidul l-ar fi respins.

### Discursul controversat
În 1939, Himmler a vorbit despre cât de util ar fi dacă fiecare bărbat (chiar dacă este căsătorit) ar avea o amantă. A spus asta pentru că el credea că o națiune are nevoie de mai mulți oameni având în vedere numărul de bărbați uciși în război.

## Negocierile de pace, capturarea și moartea

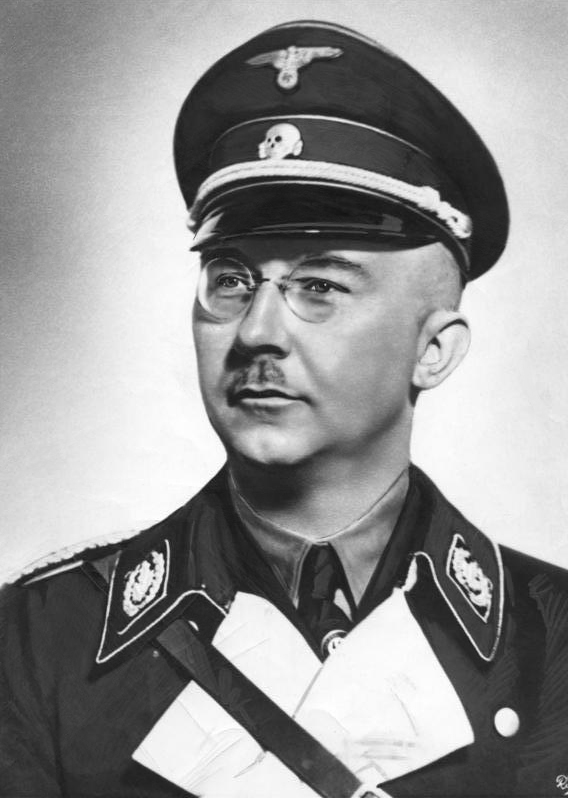
Heinrich Himmler în 1938.

În iarna dintre 1944-1945, Waffen-SS număra 910.000 membri. Cu membrii de rând, Allegemeine-SS (cel puțin pe hârtie), rezultă un număr de două milioane de membri. Totuși, în primăvara anului 1945, Himmler și-a pierdut încrederea că Germania ar mai fi putut ieși victorioasă din război, încredere pierdută mai ales după discuțiile cu subordonații săi Felix Kersten și Walter Schellenberg. A crezut că Germania ar fi putut obține pacea cu Marea Britanie și Statele Unite ale Americii. L-a contactat la Lübeck (aproape de Danemarca) pe contele Folke Bernadotte al Suediei și a început negocierile vizând capitularea pe frontul de vest. Hitler l-a declarat trădător și i-a anulat titlurile și rangurile. Succesor al lui Hitler a fost numit Joseph Goebbels, care, de-a lungul carierei, a avut mai multe dispute cu Himmler. Hitler l-a declarat trădător și pe Hermann Göring, care ar fi avut anterior șanse să fie desemnat ca succesor al lui Hitler.

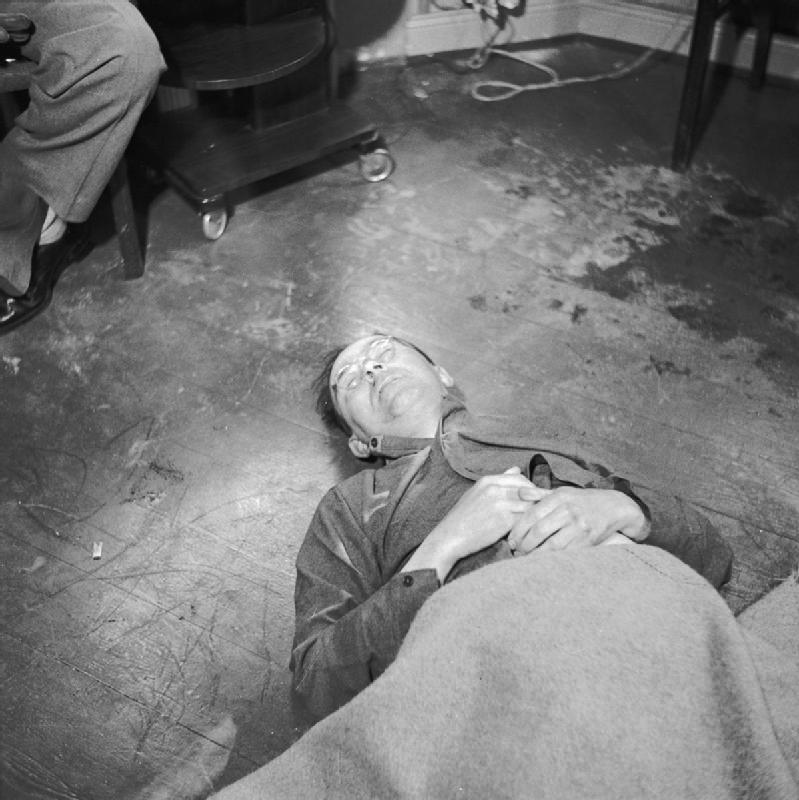
Cadavrul lui Himmler după ce acesta s-a sinucis cu otravă (1945)

Negocierile cu contele Bernadotte au eșuat. Nemaiputându-se întoarce la Berlin, Himmler s-a alăturat amiralului Karl Dönitz, comandantul forțelor germane din nordul frontului vestic, lângă orașul Plön. Dönitz l-a respins pe Himmler, spunându-i că nu mai avea loc în guvernarea Germaniei. În consecință, Himmler l-a contactat pe generalul american Dwight Eisenhower, comunicându-i că va capitula față de Aliații occidentali cu condiția să nu fie judecat ca lider nazist. Un exemplu al stării mentale precare a lui Himmler este cererea personală remisă lui Eisenhower în care revendica pentru sine postul de ministru al poliției într-un guvern german postbelic. A mai menționat că nu știa ce să facă la o eventuală întrevedere cu generalul american: să-l salute cu salutul nazist sau să dea mâna cu comandantul american. Eisenhower a refuzat să aibă vreo legătură cu Himmler și a declarat că acesta era criminal de război.
Nedorit de foștii colegi și vânat de Aliați, Himmler a „rătăcit” câteva zile în împrejurimile orașului Flensburg, (aproape de Danemarca), capitala regiunii guvernate de Dönitz. Încercând să scape de arestare, s-a deghizat în sergent-major al poliției militare, cu numele „Heinrich Hitzinger”, și-a ras mustața și spera să se reîntoarcă în regiunea natală, Bavaria. Avea asupra sa un set complet de documente contrafăcute, însă a stârnit suspiciune în orașul Bremen, la un punct de control militar britanic. A fost arestat la 22 mai 1945 de sergentul Arthur Britton și a fost recunoscut imediat. Himmler urma să compară, împreună cu alți lideri, la tribunalul de la Nürnberg, inculpat pentru crime de război, crime împotriva păcii și crime împotriva umanității, însă s-a sustras judecării sinucigându-se cu cianura de potasiu dintr-o capsulă pe care britanicii nu i-o descoperiseră la timp.
Ultimele sale cuvinte au fost: Ich bin Heinrich Himmler! (Eu sunt Heinrich Himmler!). Cadavrul lui Himmler a fost înhumat într-un mormânt nemarcat (necunoscut nici astăzi) din cimitirul orașului Lüneburg.

## Ipoteze alternative
Mai târziu s-a afirmat că persoana care s-a sinucis nu ar fi fost Himmler, ci o sosie a lui. S-a susținut că Himmler s-a ascuns în satul Strones din Waldviertel, o zonă împădurită din Austria Inferioară, aproape de Viena, unde ar fi pregătit regruparea SS-ului.
Probabilitatea ca Himmler să fi avut o sosie este menționată și în cartea lui Hugh Thomas, SS-1: moartea improbabilă a lui Heinrich Himmler, 2001. Thomas a avut acces la datele privind autopsia lui Himmler. Aceste date sunt atât de amănunțite, încât cuprind și detalii despre cantitatea de păr din urechi (p. 172). Totuși datele nu menționează o cicatrice (în forma de V) pe care o avea Himmler.
O carte recent publicată de autorul american Joseph Bellinger și întitulată Himmler's Death (Moartea lui Himmler) oferă altă teorie alternativă despre moartea lui Himmler, susținând că acesta ar fi fost asasinat în mai 1945 de anchetatorii britanici împreună cu alți ofițeri germani de rang înalt din organizația de rezistență Werwolf. Cartea lui Bellinger a fost întâi publicată în Germania de editura Arndt Kiel.
O carte similară, Războiul Secret a lui Himmler de Martin Allen, face afirmații asemănătoare, bazându-se pe documente provenite din arhivele Marii Britanii.